# 河内山楽三
河内山 楽三（こうちやま らくぞう、1880年（明治13年）6月16日 - 1930年（昭和5年）11月4日）は、朝鮮総督府官僚。

## 経歴
山口県出身。山口高等学校を経て、1906年（明治39年）、東京帝国大学法科大学法律学科（英法）を卒業。同年11月、文官高等試験行政科試験に合格し、大蔵省に入省して主税局属となる。その後、統監府財政監査官、朝鮮総督府事務官、度支部司計課長、財務局長、専売局長を歴任。退官後は朝鮮火災海上保険株式会社社長を務めた。